# Одрадове (Лозівський район)
Одрадове — село в Лозівському  районі Харківської області. Входить до складу Олексіївської сільської громади.

## Географія
Село Одрадове знаходиться на правому березі річки Берека, у місці впадання в неї річки Кисіль, вище за течією на відстані 1,5 км розташоване село Максимівка, нижче за течією на відстані 3 км розташоване село Красиве.

## Історія

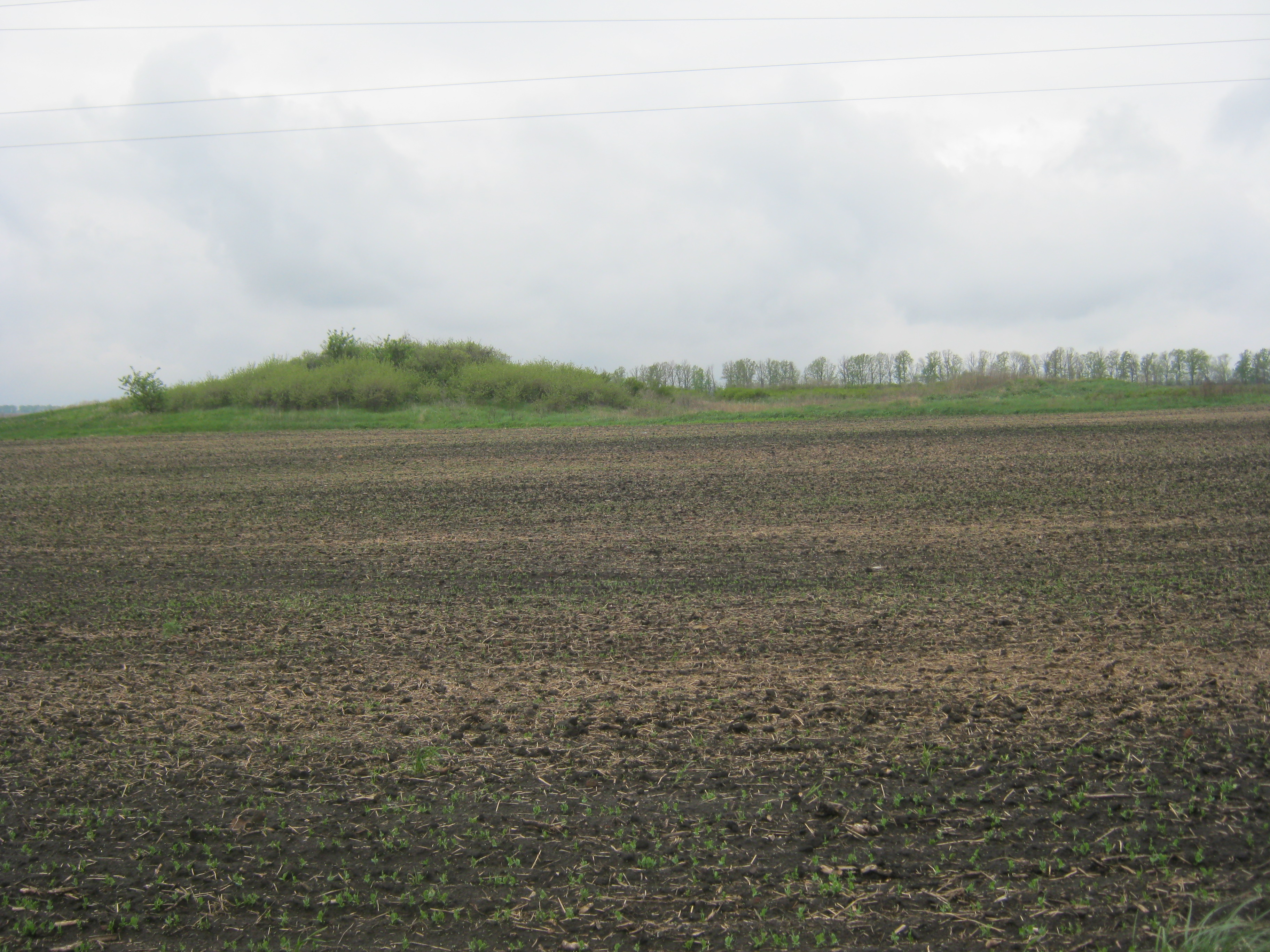
Курган біля с. Отрадове

Поблизу села розкопано поховання періоду ранньої бронзи - Ямної культури.
Засновано як село Протопопівка у 1699 році, перейменовано на село Одрадове у 1976 році.
22 червня 2023 року рішенням №230 Національної комісії зі стандартів державної мови віднесено до списку населених пунктів, які «можуть не відповідати лексичним нормам української мови», зокрема стосуватися «російської імперської чи колоніальної політики». Громаді рекомендовано обґрунтувати доцільність збереження поточної назви або запропонувати нову назву в установленому законодавством порядку.

## Економіка
- Молочно-товарна ферма.

```
з 2000 року відсутні
```

## Об'єкти соціальної сфери
- Фельдшерсько-акушерський пункт. Амбулаторія сімейного лікаря з серпня 2004р.
- Поштове відділення.
- Комунальний заклад освіти  "Одрадівський  ліцей Олексіївської сільської ради".

## Покликання
Погода в Одрадовому